# 세르히오 고메스
세르히오 고메스 마르틴(스페인어: Sergio Gómez Martín, 2000년 9월 4일 ~ )는 스페인의 축구 선수이다. 그의 포지션은 공격형 미드필더 또는 왼쪽 풀백으로, 현재 스페인 라리가의 레알 소시에다드에서 활약하고 있다.

## 클럽 경력

### 바르셀로나
카탈루냐 지방 바르셀로나 바달로나에서 태어난 고메스는 트라야나-PB 산트 저스트, CF 바달로나, 그리고 RCD 에스파뇰에서 활약한 후, 2010년에 바르셀로나 유스팀에 합류했다. 2018년 1월 6일, 그는 세군다 디비시온 레알 사라고사와의 원정 경기에서 아벨 루이스와 교체되어 리저브 팀에서 성인 무대 데뷔전을 치렀다.

### 보루시아 도르트문트
2018년 1월 30일, 고메스는 분데스리가의 보루시아 도르트문트와 계약하였다. 그는 2019년 7월 1일에 성인팀에 합류하기 전까지 U-19 팀에서 뛰었다. 2018년 4월 8일, 그는 3-0으로 이긴 VfB 슈투트가르트와의 경기에서 성인 무대 데뷔전을 치렀다.

#### 우에스카 (임대)
2019년 8월 12일, 고메스는 2부 리그 클럽인 우에스카로 2019-20 시즌 동안 임대되었다. 이듬해 9월 1일, 구단의 라리가 승격을 도운 후, 그의 임대는 연장되었다.

### 안데를레흐트
2021년 6월 30일, 고메스는 벨기에 퍼스트 디비전 A의 안데를레흐트로 이적을 하였고, 2025년까지 계약을 맺었다. 벨기에에서의 첫 시즌 종료 후, 고메스는 안데를레흐트 소속으로 모든 대회를 통틀어 49경기에 출전하였고, 클럽의 시즌 최우수 선수로 선정되었다.

### 맨체스터 시티
2022년 8월 16일, 고메스는 맨체스터 시티로 이적을 하였고, 2026년까지 계약을 맺었다. 8월 27일, 고메스는 4-2로 이긴 크리스털 팰리스와의 홈에서 열린 리그 경기에서 엘링 홀란과 교체되어 데뷔전을 치렀다. 그는 2022년 9월 6일, 세비야와의 경기에서 맨체스터 시티 소속으로 UEFA 챔피언스리그 데뷔전을 치렀다.

## 수상 내역

#### 우에스카
- 세군다 디비시온: 2019–20[9]

#### 맨체스터 시티
- 프리미어리그 : 2022-23, 2023-24
- FA컵 : 2022-23
- UEFA 챔피언스리그 : 2022-23

#### 스페인
- UEFA U-17 유로 : 2017
- FIFA U-17 월드컵 준우승 : 2017
- UEFA U-19 유로 : 2019
- 지중해 게임: 2018

#### 개인
- FIFA U-17 월드컵 실버 볼: 2017[11]
- 안데를레흐트 시즌 최우수 선수: 2021–22[9]
- UEFA U-21 유로 득점왕 : 2023